# 謝新添
謝新添（1958年—）是台灣的氣象學家、攝影師，自1994年起至2025年止在台灣最高峰玉山的玉山氣象站服務，被山友譽為「玉山國寶」。

## 經歷
1958年出生於台灣彰化縣芳苑鄉，1981年畢業於空軍通信電子學校氣象科，任職台中清泉崗機場氣象官、預報長，嘉義機場預報長，金門陸軍氣象參謀，東沙氣象組長等氣象單位之職務，共經歷十年退伍。1991年考入交通部中央氣象局，先後任職於澎湖及東吉島氣象站；1994年自願請調玉山氣象站並在此工作近30年，直到2025年退休。
氣象站觀測員的主要任務是紀錄雲，雨等氣候變化，除此以外，也為山友們提供熱水溫暖身心。許多造訪玉山的登山客，都曾在站內「3858 CAFE」咖啡吧喝過謝新添手沖的咖啡，也意外成為山友拍照、打卡的熱點。
由於常年在玉山工作，因地利之便，1995年開始用相機記錄當地獨特的高山景觀，1997年和玉山銀行合作將玉山攝影作品刊登雙月刊、月曆及廣告宣傳品。之後分別得到交通部攝影金牌及獲得行政院新聞局綺麗台灣攝影比賽優選獎。謝新添成為台灣拍攝玉山國家公園的代表性人物。
於2005年屆齡退休。

## 著作
| 年份   | 書名      | 出版社                     | ISBN          |
| 2004年 | 高度3858  | 玉山社出版事業股份有限公司 | 9789867375025 |
| 2005年 | 玉山image | 玉山社出版事業股份有限公司 | 9789867375346 |

## 榮譽
1997年開始，其攝影作品固定被用於玉山銀行雙月刊、月曆及廣告宣傳品。
1996年及2001年分別得到交通部攝影金牌、銅牌、優選、佳作等獎；
2003年獲得行政院新聞局綺麗台灣攝影比賽優選獎。